# ティガルダ島
ティガルダ島 (Tigalda Island、アレウト語: Qigalĝan)とは、アラスカ州アリューシャン列島フォックス諸島クレニッツァン諸島に属する無人島である。

## 地理
アクタン島の東31kmに位置し、長さは19km、面積は約91km2である。

## 歴史
ティガルダの名前はCaptain Lutkeによって1836年に公開されたアレウト語の名前である。
以前はCaptain LtKrenitzinとLt. Levashevにより"Kagalga"と呼ばれていた(1768年)。
北部にはティガルダ湾 (アレウト語: Udaĝax̂) が位置する。ファーザー・ベニアミーノフ (1840年)は1833年に91人が住む"Tigaldinskoe" (アレウト語: Qagalĝa) と呼ばれるアレウト族の村の存在を報告した。